# جون د. بيري
جون د. بيري (بالإنجليزية: John D. Perry)‏ هو سياسي أمريكي، ولد في 1935. انتخب عضو مجلس ولاية نيويورك.